# Лобанов-Ростовский, Никита Иванович
Князь Никита Иванович Лобанов-Ростовский (ум. 1658) — рында, стольник, чашник, воевода и окольничий во времена правления Михаила Фёдоровича и Алексея Михайловича.
Из княжеского рода Лобановы-Ростовские.  Внук князя Семёна Михайловича, единственный сын стольника и князя Ивана Семёновича по прозванию «Турий Рог», подписавший в 1613 году грамоту на избрание в цари Михаила Фёдоровича и Марфы Елизаровны Пантелеевой.

## Биография

### Служба Михаилу Фёдоровичу
В июне 1630 года пожалован в стольники патриарха Филарета, после его смерти упоминается в царских стольниках. 5 июля 1633 года князь Никита Иванович обедал за царским столом. 21 марта и 19 мая 1635 года служил у государева стола во время приёмов польского и персидского послов. 23 мая 1637 года и 25 февраля 1641 года в отсутствие царя дважды «дневал и ночевал» на государевом дворе.
26 января 1639 года «дневал и ночевал» при гробе царевича Ивана Михайловича, а 22 апреля того же года — при гробе царевича Василия Михайловича.

#### Служба Алексею Михайловичу
В 1646 году князь Никита Иванович Лобанов-Ростовский назначен воеводой в Крапивне. Ему было приказано было быть в сходе в Курске в Передовом полку с боярином и воеводой Василием Петровичем Шереметевым.
В 1648 году на первой свадьбе царя Алексея Михайловича с Марией Ильиничной Милославской князь Н. И. Лобанов-Ростовский был третьим чашником, ставивших питие перед царём на государевом столе в Грановитой палате. В мае того же года был назначен воеводой в Царев-Алексеев, для охранения города от прихода крымских татар и ногайцев. С ним было приказано быть с сходе воеводам из Ельца, Черни и Ефремова с детьми боярскими и со всеми служилыми людьми. «По вестям» он должен был идти в сход в Яблонов к князю Буйносову-Ростовскому.
В 1654-1655 годах князь Никита Иванович Лобанов-Ростовский был рындой со вторым государевым саадаком «у другого саадака» в походах русской армии под командованием царя Алексея Михайловича на Речь Посполитую. В 1658 году был пожалован в окольничие и в этом же году умер.

## Семья
Князь Никита Иванович Лобанов-Ростовский был женат на Анне Никифоровне Собакиной (в иночестве Антония, ум. 05.02.1709), от брака с которой детей мужского пола не имел.